# Cyrtopholis ischnoculiformis
Cyrtopholis ischnoculiformis är en spindelart som först beskrevs av Pelegrín Franganillo Balboa 1926.  
Cyrtopholis ischnoculiformis ingår i släktet Cyrtopholis och familjen fågelspindlar. Artens utbredningsområde är Kuba. Inga underarter finns listade i Catalogue of Life.